# Parasemia melas
Parasemia melas là một loài bướm đêm thuộc phân họ Arctiinae, họ Erebidae.